# مبرد (أحياء)

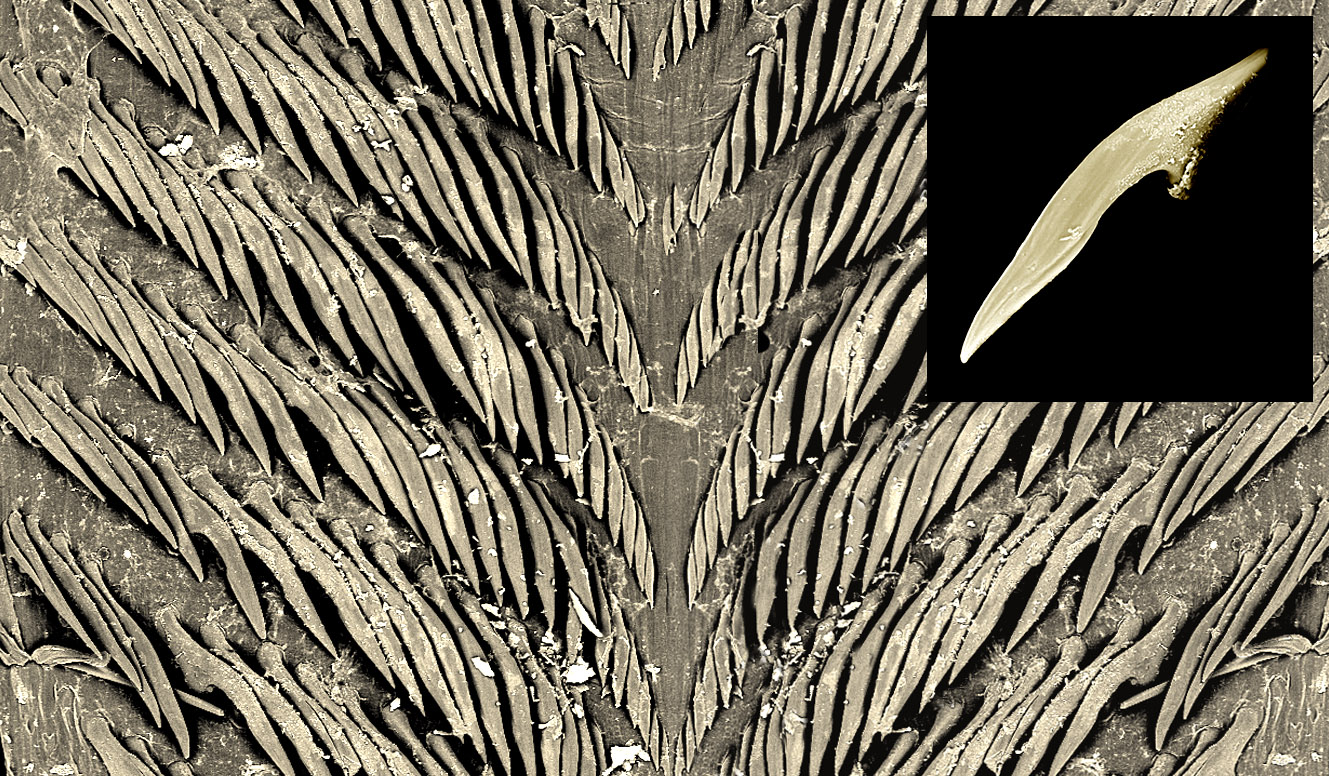
المبرد.

المبرد (بالإنجليزية: Radula)‏، هو عضو تشريحي في الرخويات وأحد أهم الصفات المميزة لها. وهو عضو يُشبه اللسان قادر على عملية البرد، ويستخدم في التغذية. يتكون المبرد أساساً من عدد يتراوح بين اثنتي عشر سناً ومئات الأسنان الكيتينية المجهرية مُرتبةً في صفوف. تستخدم الرخويات التي تعيش في القعر مبردها لكشط الطحالب والمواد الغذائية من على السطوح. ثم ينتقل هذا الغذاء إلى القناة الهضمية. يتكون المبرد من الكيتين، وهو مغطى بصفوف من الأسنان تمتد إلى الخلف. فعندما يتغذى الحيوان فإن فمه يُفتح ويقوم المبرد بجلب الغذاء وذلك بكشط إلى الخلف. صاغ هذا المصطلح عالم الحيوان الروسي أليكسندر ميدندورف في 1847.